# Добре-Кольонія
Добре-Кольонія (пол. Dobre-Kolonia) — село в Польщі, у гміні Добре Радзейовського повіту Куявсько-Поморського воєводства.
Населення — 127 осіб (2011).

## Демографія
Демографічна структура станом на 31 березня 2011 року:
|          | Загалом | Допрацездатний вік | Працездатний вік | Постпрацездатний вік |
| -------- | ------- | ------------------ | ---------------- | -------------------- |
| Чоловіки | 69      | 13                 | 50               | 6                    |
| Жінки    | 58      | 8                  | 32               | 18                   |
| Разом    | 127     | 21                 | 82               | 24                   |